# Јара Рибникар
Јара Рибникар (рођ. Хајек; češ. Jara Ribnikarová, roz. Hájek; Храдец Кралове, 23. август 1912 — Београд, 30. април 2007) била је књижевница, преводитељка и учесница Народноослободилачке борбе.

## Биографија
Рођена је 23. августа 1912. године у месту Храдец Кралове, у Чешкој Бохемији, тада у Аустроугарској, а данас у Чешкој Републици.
Била је ћерка Емила Хајека, директора Музичке школе Станковић и друга супруга Владислава Рибникара, директора "Политике".
Радничком покрету је приступа 1939. године.
После окупације Краљевине Југославије, 1941. године извесно време је вршила курирску службу за Централни комитет Комунистичке партије Југославије. Заједно са мужем Владиславом радила на „Информативном билтену“. У Народноослободилачкој борби учествовала је од 1941. године. Маја 1943. године прешла је на ослобођену територију. Била у агенцији ТАНЈУГ, од њеног оснивања 1943. године. Током рата је водила југословенски Црвени крст и била је у Титовом штабу.
Била је комунисткиња и левичарка све до своје смрти, а 90-их је била чланица Југословенске левице.
Била је председница Удружења књижевника Србије и посланица Већа народа Савезне скупштине СФРЈ. Била је једна од оснивача и прва председница Друштва српско-чешког пријатељства које је краткотрајно деловало у Београду 1991. године. Добитница је Седмојулске награде, Награде Иван Горан Ковачић, награде „Форума“ и награде Удружења књижевника Србије.
Преминула је 30. априла 2007. године у болници „Др Драгиша Мишовић“. Њен син је Дарко Рибникар. Њен сестрић је био чехословачки министар иностраних послова Јиржи Динстбир.
Носитељка је Партизанске споменице 1941. и других југословенских одликовања, међу којима су — Орден Републике са златним венцем, Орден братства и јединства и Орден за храброст.

## Дела
Написала је неколико романа, више књига мемоарске прозе и збирки приповедака и песама:
- Иду дани, ноћи, дани (песме), 1952 (под псеудонимом Душанка Радак)
- Деветог дана (приповетке), 1953
- Недовршен круг (роман), 1954
- Зашто вам је унакажено лице (роман), 1956
- Ларго (приповетке), 1957
- Бакаруша (роман), 1961
- Победа и пораз (роман), 1963
- Ти (роман), 1963
- Ја, ти, ми (3 романа), 1967
- Јан Непомуцки (роман), 1969
- Међу нама (приповетке), 1973
- Привиђења (роман), 1976
- Кратко београдско пролеће (роман), 1977
- Живот и прича I и II (мемоарска проза), 1979
- Изабрана дела (4 књиге: Јан Непомуцки; Ја, ти, она; Живот и прича I и II; Живот и прича III, 1986
- Живот и прича  (мемоарска проза), 1988
- Дете из Храдеца (мемоарска проза), 1990
- Живот и прича  (мемоарска проза), 1995
- Породичне приче (роман), 1995
- Женске љубавне приче, 1997
- Роман о Т. М. (роман), 1998
- Скретница (роман), 2001

## Преводи
- Сол Белоу: Хендерсон, краљ кише (роман), 1962
- Савремена чехословачка поезија, избор (заједно са Десанком Максимовић), 1962
- Сол Белоу: Не пропусти дом (роман), 1990
- Витјеслав Незвал: Равнодушни посматрач (приповетке), 1963
- Рихард Вајнер: Равнодушни посматрач (приповетке), 1974
- Вилем Завада: Трава на рушевинама (избор песама), 1977
- Јарослав Сајферт: Изабране песме (заједно са Иваном В. Лалићем), 1984